# Himarë
 (juin 2021).
Si vous disposez d'ouvrages ou d'articles de référence ou si vous connaissez des sites web de qualité traitant du thème abordé ici, merci de compléter l'article en donnant les références utiles à sa vérifiabilité et en les liant à la section « Notes et références ».
Himarë ou Himara est une municipalité du sud de l’Albanie dans le district de Vlorë sur la côte ionienne.

## Histoire
Le nom de la ville vient du grec ancien Χίμαιρα / Khímaira, qui désigne une jeune chèvre ayant passé un hiver (χεῖμα / kheîma). La population en était d’ailleurs majoritairement grecque jusqu’au milieu du XXe siècle (Himariotes), ainsi que dans les sept villages de l’arrondissement d’Himara (Dhërmi ou Drimades, Pilur ou Pilouri, Kudhës ou Koudesi, Qeparo (en) ou Kiparon, Vuno (en) ou Vouno, Iliaz ou Iliates et Palasë ou Palasa). Longtemps réfractaire à la conquête ottomane, la ville d’Himara et ses habitants reçoivent d’importants privilèges de la part de la Sublime Porte lorsqu’ils sont réunis à l’Empire. Au XIXe siècle, cependant, Himara se révolte à plusieurs reprises contre le pouvoir turc et cherche à être réunie à la Grèce.
Pendant la Première Guerre balkanique, en 1912, un natif de la région enrôlé dans la gendarmerie grecque, Spyros Spyromilios, débarque dans la cité avec d’autres volontaires et la libère après quelques combats. Mais le protocole de Florence de 1913 confie la ville et sa région à la toute nouvelle principauté d’Albanie.
Opposés à cette décision, les Himariotes ne tardent pas à se révolter et à rejoindre le mouvement autonomiste épirote, et rattachent leur ville à la Grèce qui dépêche des troupes dans la région. Himara est occupée par les Italiens durant la Première Guerre mondiale et en 1921, Himarë devient définitivement une possession de l’Albanie, dont elle fait partie jusqu’à nos jours. Après l’instauration de la dictature d'Enver Hoxha en 1945, la plupart des Himariotes émigrent vers la Grèce et sont remplacés par des Albanais venus des campagnes.

## Plage
Le paysagiste Bas Smets a réalisé l'aménagement du front de mer d'Himara de 2014 à 2016.

## Personnes célèbres nées à Himara
- Spyros Spyromilios, capitaine de la ville durant la période d'autonomie
- Neço Muka, chanteur de musique polyphonique
- Pýrros Dímas, triple champion olympique grec d'haltérophilie
- Sotíris Nínis, footballeur du Panathinaïkos